# Teologia de Lutero sobre Maria
Teologia mariana de Lutero é o estudo da teologia de Martinho Lutero sobre Maria, a mãe de Jesus. Ela se desenvolveu a partir da profunda devoção mariana na qual Lutero foi criado e foi posteriormente clarificada como parte de sua teologia e piedade cristocêntrica. Lutero afirmou dogmaticamente o que considerava doutrinas bíblicas firmemente estabelecidas, como a divina maternidade de Maria, e concordava com devoções piedosas sobre a Imaculada Conceição e a virgindade perpétua, mas ressalvando que todas as doutrinas e devoções devem exaltar e nunca diminuir a pessoa e a obra de Jesus Cristo. Já no final do desenvolvimento da teologia de Lutero, sua ênfase era em reconhecer em Maria uma recebedora do amor e da preferência de Deus. Sua oposição a considerar Maria como mediadora na intercessão ou redenção estava inserida no contexto de sua oposição mais ampla e mais profunda à crença de que os méritos dos santos podiam se somar aos de Jesus Cristo para salvar a humanidade.

## Visão geral
Apesar da dura polêmica de Lutero contra seus adversários católicos romanos sobre o assunto de Maria e dos santos, os teólogos aparentemente concordam que Lutero aceitava os decretos marianos emitidos pelos concílios ecumênicos e também os dogmas marianos católicos. Ele defendia que Maria permaneceu virgem e que era a Teótoco, a "mãe de Deus". Alguns teólogos também ressaltam que Lutero, trezentos anos antes da dogmatização da Imaculada Conceição pelo papa Pio IX (1854), era um firme defensor deste ponto de vista. Outros defendem que Lutero, em seus anos finais, mudou de opinião sobre a Imaculada Conceição, um conceito que, na época, ainda não era bem definido; porém, ele manteve a crença de que Maria viveu sem pecado. Sobre a Assunção de Maria, Lutero afirmou que a Bíblia nada diz sobre o assunto. Mais importante para ele era a crença de que Maria e os santos de fato vivem depois da morte.
O ponto central da teologia mariana de Lutero foi sua obra "Comentário sobre o Magnificat" (1521) na qual ele enaltece a magnitude da graça de Deus em relação a Maria e o próprio legado dela na forma da instrução cristã e do exemplo demonstrado em seu cântico de louvor (o Magnificat).

## Mãe de Deus
Lutero acreditava que a pessoa de Jesus é o Deus Filho, a segunda pessoa da Trindade, encarnado no útero de sua mãe, Maria, como ser humano e, por isso, como uma pessoa, Jesus "nasceu da Virgem Maria". Nas palavras dele:
| “ | Ela se tornou a Mãe de Deus [Teótoco], em cuja obra tanto e tantas boas coisas lhe foram concedidas que está além da compreensão humana. Por isto, segue toda honra, toda benção e o lugar único dela entre toda humanidade, na qual ela não tem igual, especificamente que ela teve uma criança pelo Pai no céu e que Criança [...] Por isto, os homens resumiram toda sua glória numa única palavra, chamando-a de Teótoco [...] Ninguém pode dizer sobre ela e nem anuncia a ela coisas maiores, mesmo se esta pessoa tiver tantas línguas quanto a terra possui flores e folhas de grama: o céu, estrelas; e o mar, grãos de areia. É necessário que se pondere no coração o que significa ser a Mãe de Deus. | ” |

Esta crença foi oficialmente confessada pelos luteranos em sua Fórmula de Concórdia (artigo VIII.24): "Por conta desta união pessoal e comunhão de naturezas, Maria, a mais abençoada virgem, não concebeu um mero ser humano ordinário, mas um ser humano que é verdadeiramente o Filho do Pai Altíssimo, como testemunha o anjo. Ele demonstrou esta divina majestade ainda no útero de sua mãe ao ter nascido de uma virgem sem violar sua virgindade. Portanto, ela é verdadeiramente a Mãe de Deus e, ao mesmo tempo, permaneceu uma virgem.

## Virgindade perpétua
Lutero aceitava a ideia da virgindade perpétua de Maria. Jaroslav Pelikan afirmou que esta crença perdurou por toda a vida de Lutero e Hartmann Grisar, um católico romano que foi biógrafo de Lutero, concorda que "Lutero sempre acreditou na virgindade de Maria, mesmo «post partum», como afirmando no Credo dos Apóstolos, apesar de, mais tarde, ele negar a ela o poder da intercessão como negou o dos santos em geral, recorrendo a muitas interpretações erradas e combateu, como extrema e pagã, a extraordinária veneração que a Igreja Católica dedica a Maria". Por esta razão, mesmo um estudioso luterano rigorosamente conservador como Franz Pieper (1852–1931) se recusa a seguir a tendência comum entre os protestantes de insistir que Maria e José tiveram relações maritais e outros filhos depois do nascimento de Jesus. Está implícito em sua obra "Dogmática Cristã" a crença na virgindade perpétua de Maria é a mais antiga e tradicional visão entre os luteranos. Alguns grupos luteranos norte-americanos, como Igreja Luterana - Sínodo de Missouri, posteriormente "não encontrou dificuldade com o ponto de vista de que Maria e José tiveram juntos outros filhos".

## Imaculada Conceição
Em 1544, Lutero afirmou:
| “ | Deus formou a alma e o corpo da Virgem Maria pleno do Espírito Santo de forma que ela é sem todos os pecados, pois ela concebeu e deu à luz o Senhor Jesus. | ” |

Em outro ponto, ele afirmou que "Todas as sementes, com exceção de Maria, estão viciadas [pelo pecado original]". Quando escreveu especificamente sobre Maria como a Mãe de Deus, Lutero reconheceu o ato único de Deus em trazê-la ao mundo, mas, ao fazer comentários gerais sobre a universalidade da natureza pecaminosa da humanidade, ele a inclui entre os demais humanos:
| “ | Mãe Maria, como nós, nasceu em pecado de pais pecadores, mas o Espírito Santo a cobriu, a santificou e a purificou de forma que a criança nascesse da carne e do sangue mas não com carne e sangue pecaminoso. O Espírito Santo permitiu que a Virgem Maria permanecesse uma humana verdadeira e natural de carne e sangue, como nós. Porém, ele removeu o pecado de sua carne e sangue para que ela se tornasse a mãe de uma criança pura, não envenenada pelo pecado como nós somos. Pois naquele momento que ela concebeu, ela era uma santão preenchida pelo Espírito Santo e seu fruto é um fruto puro sagrado, ao mesmo tempo Deus e verdadeiramente homem, em uma pessoa. | ” |

## Rainha do céu
Por toda sua vida, Lutero se referiu a Maria como a "Rainha do Céu", mas alertou contra o uso exagerado do termo.

## Medianeira
Antes de 1516, a crença de Lutero de que Maria seria a medianeira entre Deus e a humanidade foi baseado em seu temor de que Jesus seria um juiz implacável de todas as pessoas. Nas palavras dele:
| “ | A Virgem Maria permanece no meio entre Cristo e a humanidade. Pois no exato momento que Ele foi concebido e viveu, esteve cheio de graça. Todos os demais seres humanos são desprovidos de graça, tanto na primeira quanto na segunda concepção. Mas a Virgem Maria, apesar de desprovida de graça na primeira concepção, era cheia de graça na segunda [...] enquanto outros seres humanos são concebidos em pecado, na alma e também no corpo, e Cristo foi concebido sem pecado na alma e também no corpo, a Virgem Maria foi concebida no corpo sem a graça, mas na alma cheia de graça. | ” |

## Veneração
Lutero compôs diversos poemas devocionais focados na virgindade de Maria. Ele também traduziu antigos hinos devocionais latinos sobre Maria para o alemão. Eles expressam, de variadas formas, a encarnação de Deus através de uma virgem:
| “ | O corpo da virgem estava grávido, mas ela permaneceu pura Eis que surge o salvador dos gentios Graça divina do céu recaiu sobre a virgem. | ” |

A visão luterana sobre a veneração de Maria foi interpretada de forma diferente por diferentes teólogos ao longo dos anos. Chave é a interpretação de Lutero do Magnificat de Maria, que, para alguns, é uma reminiscência de um passado católico, e, para outros, é uma indicação de que Lutero manteve sua devoção mariana. Lutero afirma que o fiel deve orar para Maria de forma que Deus possa conceder e realizar, através da vontade dela, o que pedimos. Mas, afirma ele, a graça é obra unicamente de Deus. Alguns interpretam sua obra sobre o Magnificat como uma súplica pessoal a Maria, mas não como um pedido de mediação na forma de oração. Um importante indicador das visões de Lutero sobre a veneração de Maria para além de suas obras são as práticas aprovadas pelos luteranos durante sua vida. O canto do Magnificat em latim foi mantido em muitas comunidades luteranas alemãs. A ordem eclesiástica (em alemão:  kirchenordnung) de Brandenburgo, Bugenhagen Braunschweig e outras cidades e distritos decretada pelos líderes reais da Igreja Luterana manteve três feriados marianos que deveriam ser observados como feriados públicos. Sabe-se que Martinho Lutero aprovou a prática. Ele também aprovou a manutenção de pinturas e estátuas nas igrejas, mas afirmou que "Maria ora pela igreja". Ele também defendeu o uso da versão pré-tridentina da "Ave Maria" ("Ave Maria, cheia de graça, o Senhor é convosco. Bendita sois vós entre as mulheres e bendito é o fruto do vosso ventre, Jesus") como sinal de reverência e devoção à Virgem Maria.

## Comparação com a doutrina católica romana
Lutero criticou os católicos romanos por borrarem a distinção entre a mais alta admiração da graça de Deus onde quer que ela se manifeste em seres humanos e o serviço religioso oferecido a eles e a outras meras criaturas. Em alguns casos, ele considerou que a prática católica romana de realizar pedidos por intercessão endereçados especialmente a Maria e a outros santos falecidos como sendo idolatria.
| “ | Além disto, como irás tolerar as terríveis idolatrias [dos «romanistas»]? Não basta que eles venerem os santos e louvem Deus neles, mas eles de fato os transformaram em deuses. Eles colocam aquela nobre criança, a mãe Maria, justamente no lugar de Cristo. Eles transformaram Cristo num juiz e, desta forma, engendraram um tirano para consciências angustiadas de forma que todo conforto e confiança foi transferido de Cristo para Maria; e então todos se voltaram de Cristo para este santo em particular. Alguém nega isto? Não é verdade? | ” |

Esta distinção separa as visões luteranas da mariologia católica romana. Ela é importante também no contexto da alegação católica romana de que os protestantes modernos abandonaram a mariologia de Lutero. Católicos romanos e protestantes podem ter tido visões similares sobre Maria no século XVI, mas, para Lutero, tratava-se de uma mariologia "passiva" enquanto que para os católicos romanos era uma "ativa", que sugeria uma veneração devotada (chamada "hiperdulia") e orações constantes por intercessão. Questões já foram levantadas sobre se as visões marianas de Lutero poderiam ser uma forma de juntar cristãos separados novamente. Aparentemente há ceticismo de ambas as partes quanto a isto. O oitavo "Diálogo entre Luteranos e Católicos" tratou do assunto.
Acredita-se que Martinho Lutero, assim como Martin Chemnitz, "o outro Martinho" dos primeiros anos do luteranismo, rezaram a "Ave Maria" em sua versão pré-tridentina, e muito provavelmente outros padres luteranos recém-convertidos do catolicismo também o faziam. Sínodos luteranos modernos geralmente rejeitam ou, ao menos, não recomendam ativamente a prática de endereçar orações a Maria ou a outros santos.